# 淡水輕便鐵道
淡水－小基隆舊庄線與淡水－水碓子線，民間合稱淡水輕便鐵道，簡稱淡水輕鐵，是台灣日治時期於臺北州淡水街、三芝兩區曾經存在的輕便鐵道路線，由淡水興業輕便公司建設並運營。。路線總長9.6哩（約15.5公里）。曾經是台灣本島有紀錄位於最北的鐵路路線。
1927年後，由於汽車等先進公共運輸工具的興起，加上輕便鐵道的人力、發車、運費等問題，於同年拆除並結束運營。原路廊後成為台2線拓寬的地基，振成興產淡水自動車部也於1929年起營運「北海公路」客運路線（淡水─石門）取代輕便鐵道運輸。
該路線自通車後成為淡水至三芝之間的貨物集散管道，並將沿線腹地所收成之稻米、茶葉、甘藷、柑橘等運送至淡水站附近的清水祖師廟的米市仔集散銷售，再經由官鐵轉輸至臺北內地或中南部。除常規農產品外、沿線特產之相思木、台灣櫸木、石灰、花生、竹炭等亦是大宗貨物之一。貨物運送量於1925年達到高峰的630萬斤後逐漸下滑，至1927年裁撤時僅剩436萬斤。

## 路線

### 淡水─小基隆舊線

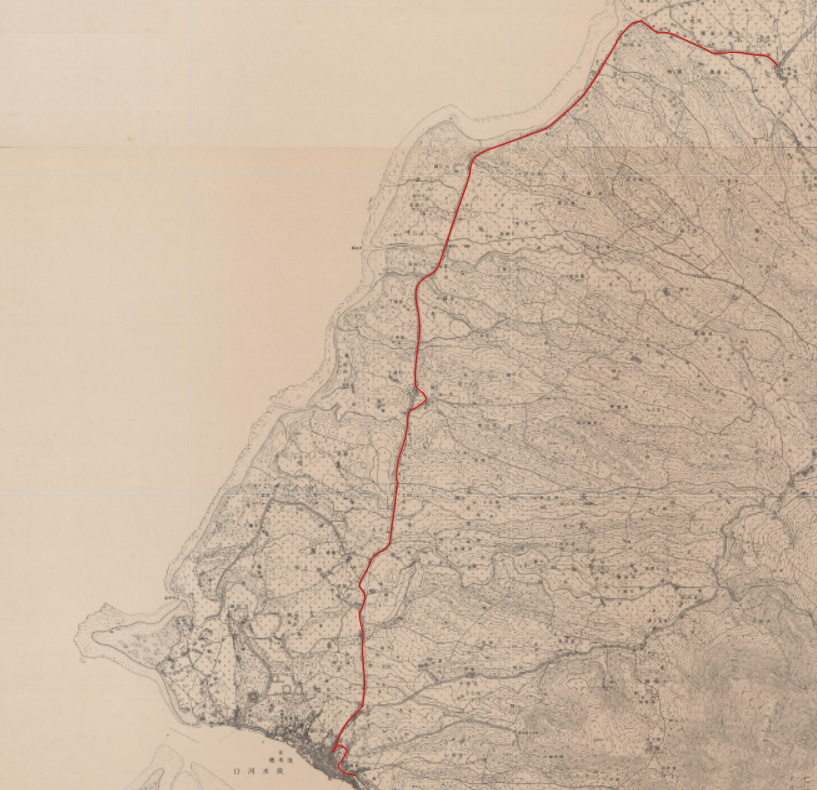
1921年大日本帝國陸地測量部所繪之兩萬五千分之一地形圖，紅線為淡水至小基隆間輕便鐵道

路線起自今淡水老街廣場附近，沿中山路行走一段距離後轉進淡水國小後方繞回至分歧點站後，北沿中山北路一至三段匯入淡金公路，後沿興仁路、淡金公路進入三芝區淡金路、中山路一段後止於今三芝國小正門前，路線總長9.5哩（15.3公里），往來所需兩小時。
早期路線沿當時現有公路旁闢建，因此在路線裁撤後原路廊變為公路拓寬地基，現大多數路段屬台2線淡水至三芝路廊。
路線的官方名稱並不固定，有小基隆線、淡水線（與水碓子線合稱）、錫板線等名稱。原是淡水輕鐵公司計畫中金包里線的一部份，金包里線總計畫26.3哩（42.3公里），計畫從淡水打通至金包里（今金山區），但當年僅施作9.3哩的路段，成為淡水－小基隆舊庄線。

### 淡水─水碓子線
路線僅有0.1哩的路程，走向不明，與淡水－小基隆線的分歧點約在今日淡水區北新路水碓街口。在1922年以後年報皆與淡水－小基隆舊庄線合稱淡水線。在此之前也有水碓子線的官方稱呼。

### 水碓子─北新子線
未成線，年報內稱北新庄子線，計畫路線共5.6哩（9公里），走向不明。1917年由淡水興業輕便公司向台灣總督府鐵道部申請，並於1919年起動工興建。然並沒有通車營運的紀錄，1922年的年報起已未有提及。

## 沿革
明治四十四年（1911年），日本政府制定《輕便鐵道補助法》補助民間鋪設輕便軌道，台灣總督府鐵道部也開放申請民營私設輕便。當年即有日本人岩崎潔治向鐵道部提出建置淡水市街至稅關一帶的軌道，但因為距離太短而未能受鐵道部審核通過。
隨後台灣企業家黃東茂連同洪以南所成立之淡水輕鐵公司於1914年、1915年間曾向鐵道部申請興建金包里線共26.3哩的路段，並在1915年終獲許可開始施工。當時計畫總分三期，一期為淡水至小基隆，二期為小基隆至石門，三期為石門至金包里。但最終僅施作了第一期的路段，是為淡水至水碓子與小基隆舊庄的路線。1917年，黃東茂以淡水興業輕便公司之名開始了兩條路線的營運，並同時向鐵道部申請興建另一條從水碓子來往北新子的路線，並曾經於1919年進入施工階段，但並不清楚為何停工。
1918年起，淡水輕便鐵道的擁有者從淡水興業輕便公司轉為以黃東茂個人名義管理營運直至1923年。並於1924年由振成興產株式會社管理直至1927年廢除。
1930年所召開的臺灣總督府產業調查會曾決議充實地方鐵路網，興建基隆－淡水間沿大屯山巒北麓，共53.1公里的路線以作為大屯國立公園候選地的觀光鐵路，然後續因大戰爆發，此計畫並未實現。

## 車站一覽

### 淡水─小基隆線
| 車站名稱 | 當地地名發音（臺灣閩南語） | 日文名稱     | 車站大概位置                     | 所在地   | 所在地 |
| -------- | -------------------------- | ------------ | -------------------------------- | -------- | ------ |
| 淡水     | Tam-tsuí                   | たんすゐ     | 淡水區中正路中山路口，近華南銀行 | 新 北 市 | 淡水區 |
| 分岐點   |                            |              | 約中山北路一段56號               | 新 北 市 | 淡水區 |
| 北投仔   | Pak-tâu-á                  |              | 位置不可考                       | 新 北 市 | 淡水區 |
| 林仔街   | Nâ-á                       |              | 約中山北路後州路口               | 新 北 市 | 淡水區 |
| 下奎柔山 | Ē-kue-jiû-suann            |              | 位置不可考                       | 新 北 市 | 淡水區 |
| 興化店   | Hing-huà-tiàm              |              | 約興仁路頂田寮路口               | 新 北 市 | 淡水區 |
| 灰窯仔   | He-iô-á                    |              | 約淡金公路賢孝派出所前           | 新 北 市 | 淡水區 |
| 大片頭   | Tuā-phìnn-thâu             |              | 約淡金公路後厝派出所前           | 新 北 市 | 三芝區 |
| 錫板     | Sik-pán                    |              | 海尾村14之7號附近，智成橋旁      | 新 北 市 | 三芝區 |
| 舊小基隆 | Kū-sió-kue-lâng            | せうきいるん | 中山路育英街口，三芝國小前       | 新 北 市 | 三芝區 |

### 淡水─水碓子線
| 車站名稱 | 當地地名發音（臺灣閩南語） | 日文名稱 | 車站大概位置       | 所在地   | 所在地 |
| -------- | -------------------------- | -------- | ------------------ | -------- | ------ |
| 分岐點   |                            |          | 約中山北路一段56號 | 新 北 市 | 淡水區 |
| 水碓子   | Tsuí-tuì-á                 |          | 位置不可考         | 新 北 市 | 淡水區 |

註：輕鐵車站因從陋就簡，大部分車站名字為當地地名。據1921年的日治兩萬五千分之一地形圖，僅有繪出舊小基隆站的實際位置，其他車站位置皆根據2003年的〈淡水輕便鐵道考〉。

## 外部連結
- 淡水輕便鐵道Google地圖